# Ready Jet Go!
Ready Jet Go! é uma série de televisão de animação em CGI Wind Dancer Films e produzida pelo Wind Dancer Films que estreou nos Estados Unidos como parte do PBS Kids bloco em 15 de fevereiro de 2016. A série é produzida em cooperação com NASA e Jet Propulsion Laboratory. O desenho é destinado a crianças com idades entre 3 a 8 anos. Em 17 de agosto de 2016. A PBS Kids anunciou que está Ready Jet Go! foi renovada para uma segunda temporada, que estreia no final de 2017.

## Enredo
A Jet Propulsion e sua família são o planeta fictício Bortron 7 que orbita em torno de uma anã vermelha chamada Bortron. Eles vivem em Buxo Terraço em Washington, onde estudam humanos costumes e a Terra ambientes para um guia de viagem. Jet fez amigos com crianças do bairro, incluindo Sydney, Mindy, e Sean, cujos pais trabalham, nas proximidades do Espaço Profundo Matriz. O carro de Propulsions se transforma em um disco voador, que eles usam com freqüência para tirar as crianças mais velhas para o espaço. Seus alienígena identidades são conhecidas Sean, Mindy, e Sydney, mas eles não fazem algum esforço para ocultar a sua origem. Até o início de junho de 2016, não se sabe se mais alguém sabe quem eles realmente são.[carece de fontes?]
No final de cada episódio, o cientista Amy Mainzer (também chamado Astrônomo Amy) hosts educational interstitial segments: segmentos não são incluídos na versão de exportação.

## Dublagem
| Personagem        | Estados Unidos                                              | Brasil               | Portugal         |
| ----------------- | ----------------------------------------------------------- | -------------------- | ---------------- |
| Jet Propulsion    | Ashleigh Ball                                               | Erick Bougleux       | Patrícia Andrade |
| Carrot            | Kyle Rideout                                                | Sérgio Moreno        | TBA              |
| Celery            | Meg Roe                                                     | Rita Ávila           | TBA              |
| Face 9000         | Brian Drummond                                              | TBA                  | TBA              |
| Sydney Skelley    | Dalila Bela                                                 | Rebeca Jóia          | TBA              |
| Sean Rafferty     | William Ainscough                                           | Victor Hugo          | TBA              |
| Mindy Melendez    | Jaeda Lily Miller                                           | Luisa Palomanes      | TBA              |
| Zucchini          | Ian James Corlett                                           | TBA                  | TBA              |
| Moonbeam          | TBA                                                         | TBA                  | TBA              |
| Eggplant          | Tabitha St. Germain                                         | TBA                  | TBA              |
| Spinach           | TBA                                                         | TBA                  | TBA              |
| Zerk              | Ashlegh Ball Meg Roe                                        | TBA                  | TBA              |
| Mitchell Peterson | Spencer Drever (1ª temporada) David Raynolds (2ª temporada) | Eduardo Drummond     | TBA              |
| Dr. Rafferty      | Keegan Connor Tracy                                         | TBA                  | TBA              |
| Srª. Melendez     | Meg Roe                                                     | TBA                  | TBA              |
| Berg              | Brian Drummond                                              | TBA                  | TBA              |
| Sr. Peterson      | Ian James Corlett                                           | TBA                  | TBA              |
| Lillian           | Amelia Shoichet Stoll                                       | TBA                  | TBA              |
| Homem na Lua      | Ashleigh Ball                                               | TBA                  | TBA              |
| Estúdio           | Nenhum                                                      | Sérgio Moreno Filmes | TBA              |

## Recepção

### Classificações
A série ganhou 22 milhões de espectadores, de acordo com a PBS, incluindo 7,6 milhões em transmissão de televisão. A série também foi transmitida ao longo de 37 milhões de vezes em no site e aplicativo do PBS Kids.

### Recepção crítica
Ready Jet Go! recebeu aclamação da crítica. Emily Ashby da Common Sense Media classificaram-5/5, dizendo: "Completamente envolvente e repleto de conteúdo educacional, esta série excepcional, é uma maneira divertida para as crianças a aprender sobre ciência e astronomia. Jet emoção para a experiência humana é acompanhada apenas por Sean Sydney e a ansiedade para saber tudo sobre o espaço exterior; colocar os três juntos, e isso é uma verdadeira celebração da alegria da descoberta. Se é a execução de uma missão de resgate para um Mars rover ou uma combinação de tarefas diárias com experimentos em vigor, Jet e seus amigos têm um monte para ensinar as crianças através de suas próprias experiências." Gina Catanzarite de Pai Escolha elogiou-o, dizendo: "Embora o vocabulário e explicações científicas podem estar além do escopo dos mais jovens espectadores, a premissa, personagens interessantes, direção de arte e otimista ação deve prender a sua atenção. As crianças mais velhas são mais propensos a captar os factos e mesmo se eles não me lembro de todos, Ready Jet Go! no mínimo, inspirar curiosidade e muitas perguntas quando eles tomam o tempo para olhar para cima, no céu que está acima deles."
O show tem atualmente uma classificação de 7.1/10 no IMDB, uma classificação de 4.3/5 no Google Play, e a classificação de 4,6/5 estrelas na Amazon.

## Prêmios e indicações
- A série foi premiada com um Parents' Choice Silver Honor.
- A série foi premiada com um Senso Comum Selo pela Common Sense Media.
- Jaeda Lily Miller foi nomeada para o Young Artist Award por sua performance como Mindy